# Lissarca miliaris
Lissarca miliaris é uma espécie de molusco descoberto em 1845. Em 2012 foi descoberto que a espécie é capaz de mudar de sexo para adaptar-se as águas geladas no extremo sul da Terra, além de chocar seus ovos.